# دشت شليغ

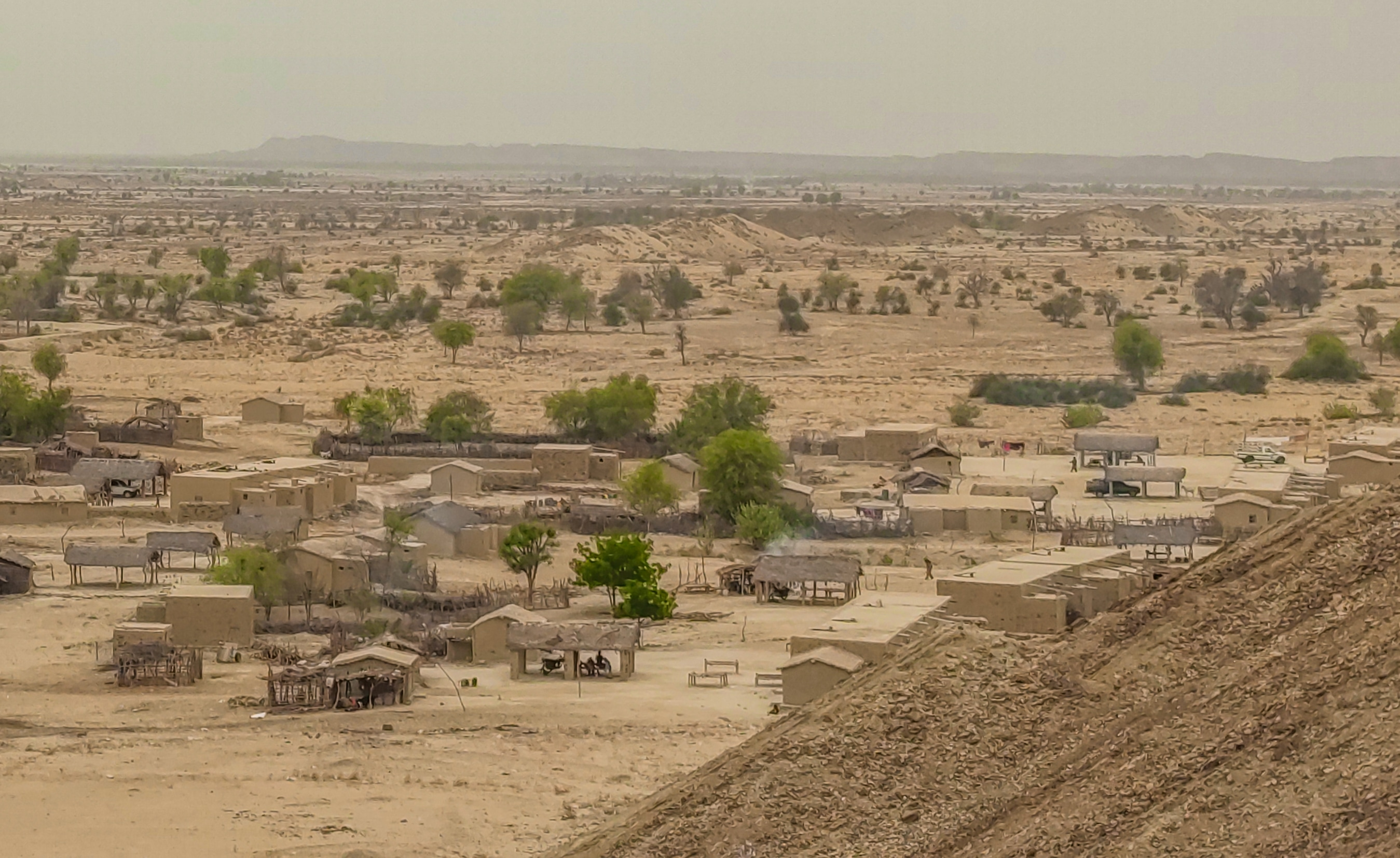
دشت شولیغ

دشت شوليغ (بالأردية: دشت شولی) )، وتسمى أيضًا شولي، هي قرية صغيرة في منطقة كيش، وهي جزء من قسم مكران في مقاطعة بلوشستان الباكستانية .
تقع المنطقة في دشت تحصيل في منطقة كيش في الجزء المغربي من بلوشستان. وتقع شمال منطقة جوادار بالقرب من الحدود الإيرانية.